# 구미 인동향교 대성전
구미 인동향교 대성전(龜尾 仁同鄕校 大成殿)는 대한민국 경상북도 구미시 임수동에 있는 건축물이다. 2013년 4월 8일 경상북도의 유형문화재 제464호로 지정되었다.

## 개요
향교는 공자와 여러 성현께 제사를 지내고 지방민의 교육과 교화를 위해 나라에서 세운 교육기관이다.
인동향교는 고려 공양왕 2년에 처음 지은 것으로 보이며, 그 뒤 불타 없어진 것을 다시 지었다. 조선 인조 12년(1634)에 인의동으로 옮겨 세웠으며 1988년 지금 있는 자리로 옮겨 세웠다.현재 남아 있는 건물은 대성전·내삼문·명륜당·외삼문 등이다.
대성전은 공자를 비롯하여 중국과 우리나라 유학자의 위패를 모시고 제사를지내는 곳이다. 조선시대에는 나라에서 토지와 노비·책 등을 지원받아 학생을 가르쳤으나, 지금은 교육 기능은 없어지고 제사 기능만 남아 있다.

## 참고 자료
- 구미 인동향교 대성전 - 국가유산청 국가유산포털